# Fil blanc
Fil Blanc est le service de Tours Métropole Val de Loire pour le transport destiné aux personnes à mobilité réduite.

## Les acteurs du réseau

### Autorité organisatrice
Le réseau Fil Blanc est géré par une autorité organisatrice, Tours Métropole Val de Loire (via le Syndicat des mobilités de Touraine).
Depuis le 1er janvier 2014, Tour(s) Plus devenu Tours Métropole Val de Loire reprend la compétence transport de l'ancien Syndicat Intercommunal des Transports en Commun de l’Agglomération Tourangelle (SITCAT) qui a été dissous le 31 décembre 2013.

Tours Métropole Val de Loire (autorité organisatrice)

### Exploitation
Keolis Tours Access a remporté la délégation de service public pour l'exploitation du service Fil Blanc. Auparavant, l'exploitation était confiée à CAT Connex Ligéria, une filiale du groupe Transdev.

Keolis Tours Access (opérateur)

## Le réseau
Le service Fil Blanc dessert Tours Métropole Val de Loire ainsi que trois communes situées en dehors de la métropole La Ville-aux-Dames, Vernou-sur-Brenne et Vouvray.
- Ballan-Miré
- Berthenay
- Chambray-lès-Tours
- Chanceaux-sur-Choisille
- Fondettes
- Joué-lès-Tours
- La Membrolle-sur-Choisille
- La Riche
- La Ville-aux-Dames (Hors agglo)
- Luynes
- Mettray
- Notre-Dame-d'Oé
- Parcay-Meslay
- Rochecorbon
- Saint-Avertin
- Saint-Cyr-sur-Loire
- Saint-Étienne-de-Chigny
- Saint-Genouph
- Saint-Pierre-des-Corps
- Savonnières
- Tours
- Vernou-sur-Brenne (Hors agglo)
- Villandry
- Vouvray (Hors agglo)

Soit, au 1er janvier 2022, 25 communes et 297 005 habitants.

## Exploitation

### Matériel
Environ 22 véhicules sont actuellement en service dont 15 nouveaux minibus de type Fiat Ducato, pouvant accueillir 3 à 5 fauteuils livrés en 2013. Ces nouveaux minibus offrent une meilleure suspension pneumatique, une rampe motorisée (20 %) et une climatisation automatique. Leur nouvelle livrée de couleur bleu clair a été présentée au public le 29 novembre 2010.
| No  | Accessibilité                        | Modèle               | Immatriculation | Année |
| --- | ------------------------------------ | -------------------- | --------------- | ----- |
| A12 | Accessible aux personnes handicapées | Renault Kangoo       | 7901 VN 37      | ?     |
| A14 | Accessible aux personnes handicapées | Volkswagen LT 35 TDI | 5879 VW 37      | ?     |
| A15 | Accessible aux personnes handicapées | Volkswagen LT 35 TDI | 5877 VW 37      | ?     |
| A17 | Accessible aux personnes handicapées | Volkswagen LT 35 TDI | 3903 WE 37      | ?     |
| A19 | Accessible aux personnes handicapées | Citroën Jumper       | 5037 WP 37      | ?     |
| A20 | Accessible aux personnes handicapées | Citroën Jumper       | 7751 WR 37      | ?     |
| A21 | Accessible aux personnes handicapées | Renault Trafic       | 1802 XB 37      | ?     |
| A22 | Accessible aux personnes handicapées | Volkswagen LT 35 TDI | 5290 WK 37      | ?     |
| A26 | Accessible aux personnes handicapées | Fiat Ducato          | AV–250–FV 37    | ?     |
| A27 | Accessible aux personnes handicapées | Fiat Ducato          | AV–297–FV 37    | ?     |
| A28 | Accessible aux personnes handicapées | Fiat Ducato          | AV–330–FV 37    | ?     |
| A29 | Accessible aux personnes handicapées | Fiat Ducato          | AV–224–FV 37    | ?     |
| A59 | Accessible aux personnes handicapées | Fiat Ducato          | 6596 XK 22      | ?     |
| A60 | Accessible aux personnes handicapées | Renault Master       | 2709 XV 22      | ?     |
| A61 | Accessible aux personnes handicapées | Renault Master       | 2717 XV 22      | ?     |
| A63 | Accessible aux personnes handicapées | Renault Master       | 2722 XV 22      | ?     |
| B03 | Accessible aux personnes handicapées | Peugeot Boxer        | 1797 XB 37      | ?     |
| B05 | Accessible aux personnes handicapées | Renault Master       | 2841 XA 37      | ?     |
| B07 | Accessible aux personnes handicapées | Renault Master       | 2847 XA 37      | ?     |
| B09 | Accessible aux personnes handicapées | Renault Trafic       | 2859 XA 37      | ?     |
| B11 | Accessible aux personnes handicapées | Renault Master       | 2852 XA 37      | ?     |
| B64 | Accessible aux personnes handicapées | Mercedes Vito        | AS-771-RT 22    | ?     |

### Dépôt
Le dépôt est situé au 10 rue des Granges Galand à Saint-Avertin